# عملية برتيوري
عملية برتيوري هي سلسلة من التجارب النووية بالولايات المتحدة تتكون من 19 تجربة نووية أجريت بين عامي 1981-1982. سبقت هذه الاختبارات سلسلة عملية الحارس وتلتها سلسلة عملية الكتيبة.